# Bannegon
Bannegon ist eine französische Gemeinde mit 246 Einwohnern (Stand: 1. Januar 2022) im Département Cher in der Region Centre-Val de Loire; sie gehört zum Arrondissement Saint-Amand-Montrond und zum Kanton Dun-sur-Auron. 

## Geografie
Bannegon liegt etwa 40 Kilometer südsüdöstlich von Bourges am Canal de Berry. Das Gemeindegebiet wird auch vom Fluss Auron durchquert, in den hier der Sagonnin einmündet. Umgeben wird Bannegon von den Nachbargemeinden Chalivoy-Milon im Norden, Chaumont im Nordosten, Neuilly-en-Dun im Osten, Bessais-le-Fromental im Südosten, Vernais im Süden und Südwesten sowie Thaumiers im Westen und Nordwesten.

## Bevölkerungsentwicklung
| Jahr                       | 1962 | 1968 | 1975 | 1982 | 1990 | 1999 | 2006 | 2019 |
| Einwohner                  | 398  | 383  | 351  | 297  | 260  | 254  | 270  | 273  |
| Quellen: Cassini und INSEE |      |      |      |      |      |      |      |      |

## Sehenswürdigkeiten
- Kirche Saint-Sulpice
- Schloss Bannegon, seit 1965 Monument historique (siehe auch: Liste der Monuments historiques in Bannegon)

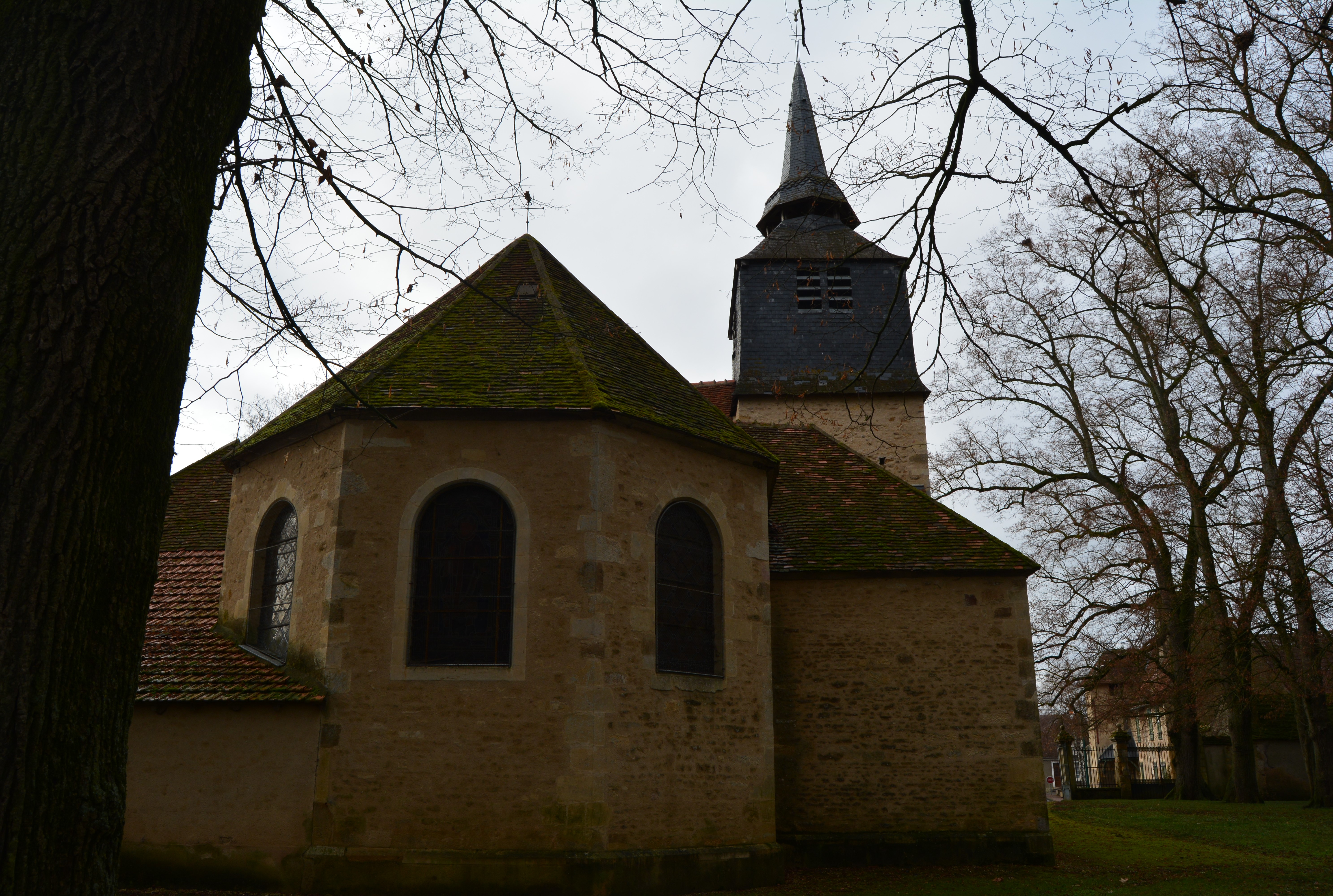
Kirche Saint-Sulpice
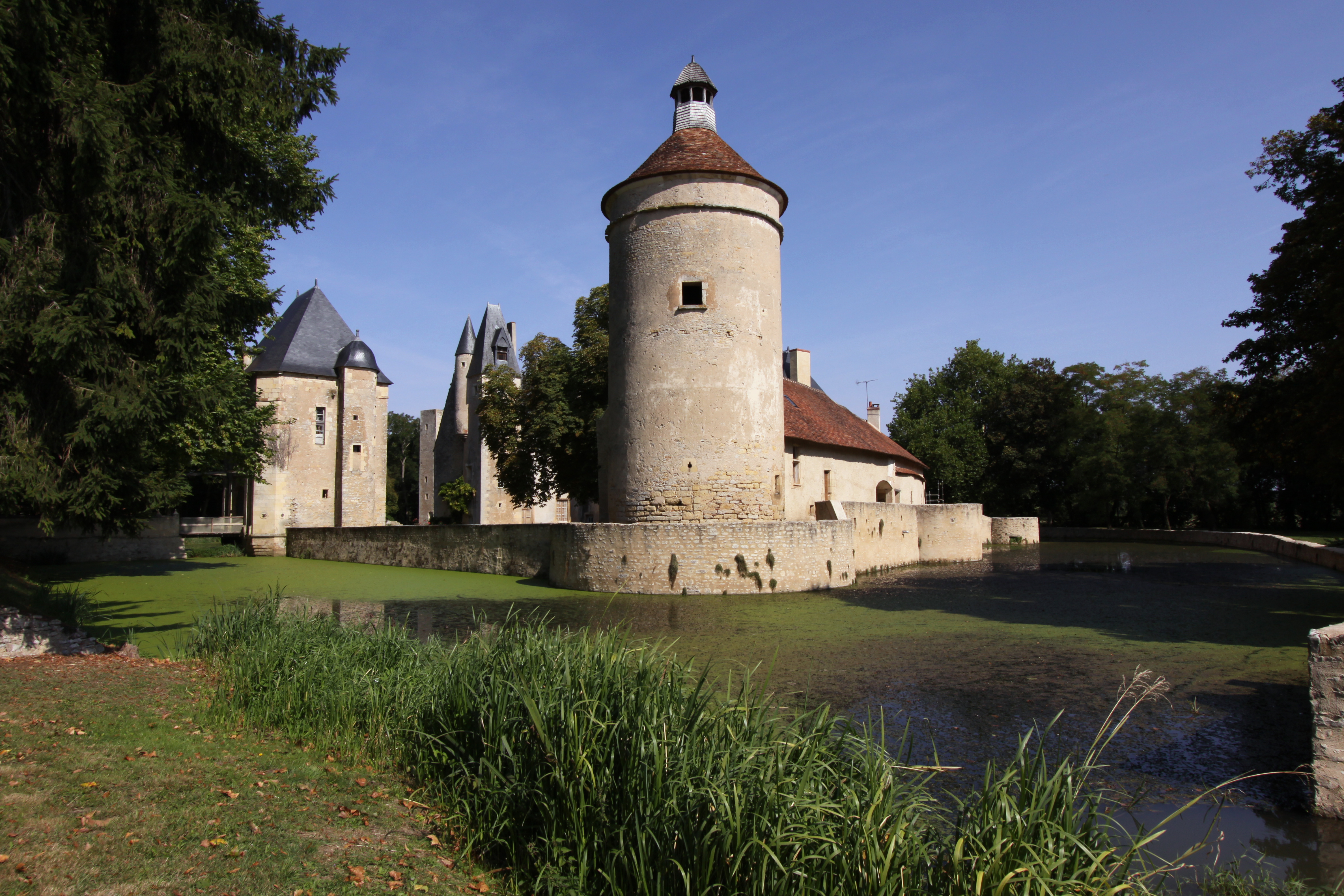
Schloss Bannegon
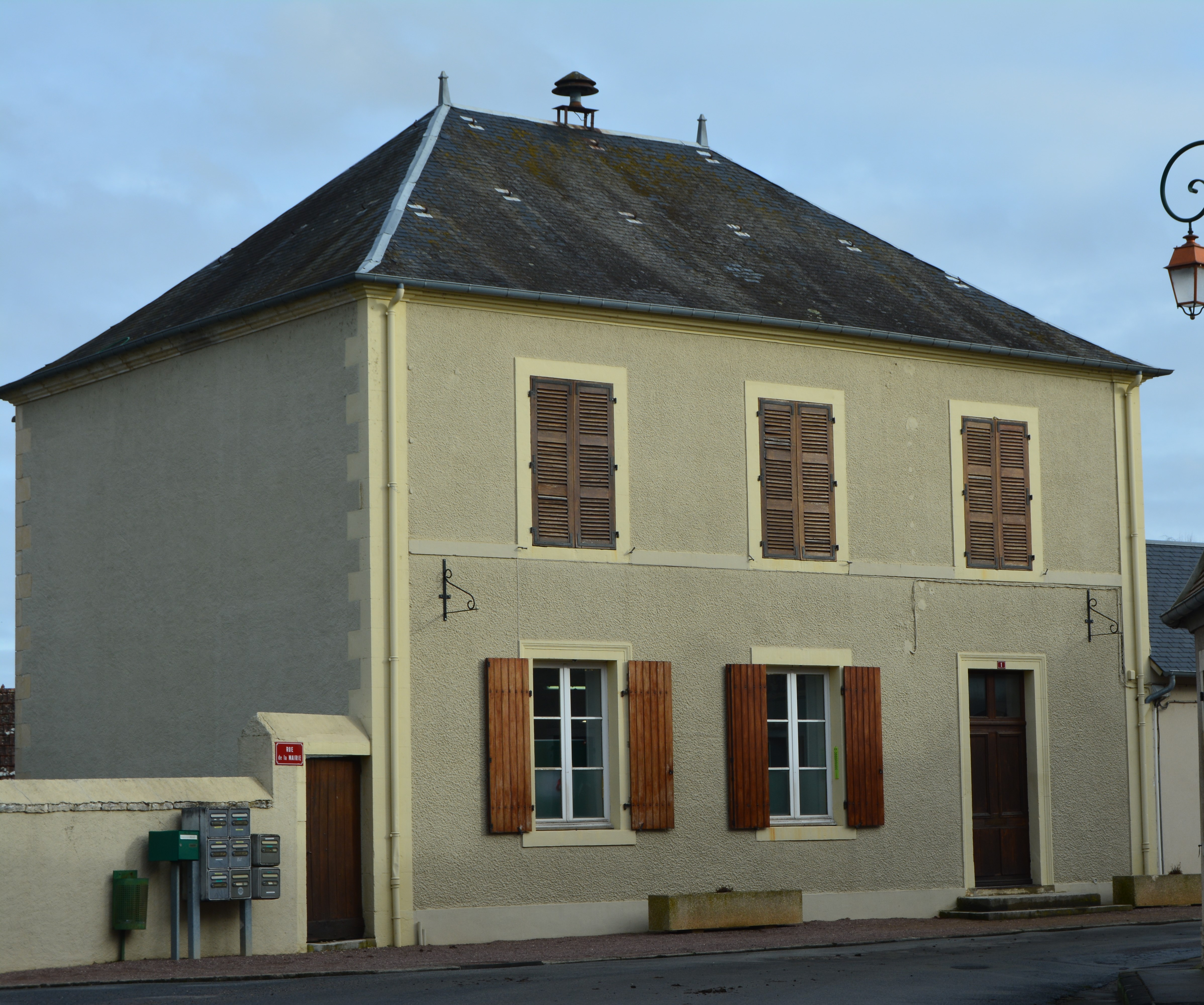
Grundschule
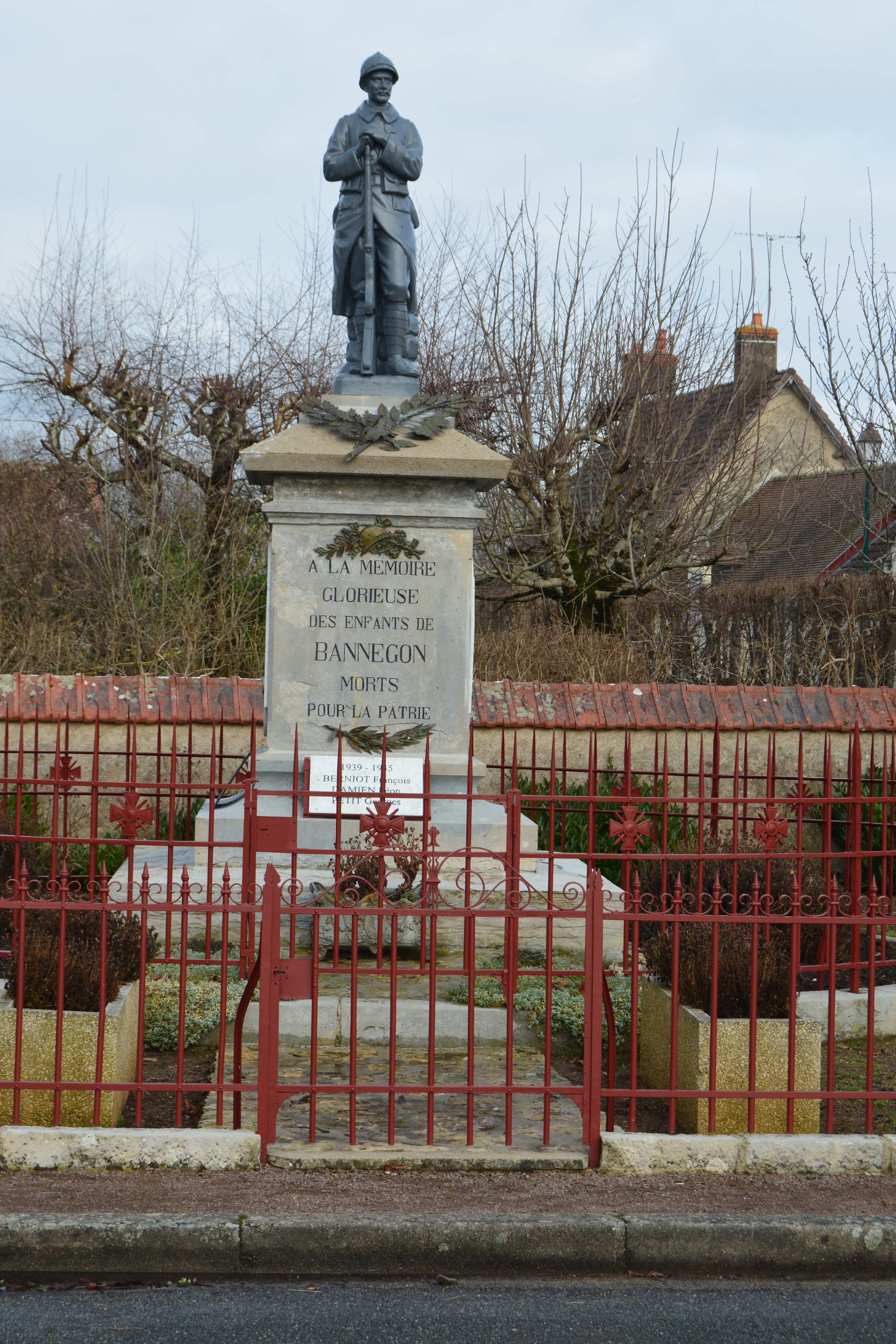
Gefallenendenkmal